# Arthroleptis vercammeni
Arthroleptis vercammeni (Laurent, 1954) è un anfibio anuro, appartenente alla famiglia degli Artroleptidi.

## Etimologia
L'epiteto specifico è stato dato in onore di Paul-Henry Vercammen-Grandjean.

## Distribuzione e habitat
È endemica della Repubblica Democratica del Congo. Si trova nella Provincia del Kivu Sud.